# Лересс, Герард де
Герард де Лересс, Жерар де Лересс (нидерл. Gerard de Lairesse, фр. Gérard de Lairesse, 11 сентября 1640, Льеж — 28 июля 1711, Амстердам) — голландский художник академического направления: живописец, рисовальщик и гравёр позднего периода «Золотого века голландской живописи». Писал картины на аллегорические и мифологические сюжеты, часто по мотивам сочинений Овидия и других классических литературных произведений. Занимался музыкой, поэзией и театральнo-декорационным искусством. Получил известность и как теоретик искусства. Во Франции его называли «голландским Пуссеном».

## Биография
Герард родился в Льеже, Фландрия, в многодетной семье потомственных художников. Как и его братья, он получил первое образование у отца, художника Рейнье де Лересса (1597—1667). С 1655 года брал уроки у льежского живописца Бертоле Флемаля, чей классицистический стиль оказал большое влияние на молодого Лересса.
Герард де Лересс работал в Кёльне, в Экс-ла-Шапель (Ахенe) и с 1660 года у архиепископа Максимилиана Генриха Баварского. В 1664 году Де Лерес бежал из Льежа после того, как роман с двумя сёстрами, его моделями, привел к скандалу. Он отправился на север с девушкой по имени Мари Сальме и женился на ней в Визе. Супруги поселились в Утрехте, где в апреле 1665 года крестили сына. Когда талант Герарда обнаружил торговец произведениями искусства Геррит ван Эйленбург, художник в 1667 году переехал в Амстердам. Лересс прибыл со своей скрипкой, игрой на которой он произвёл впечатление на Яна ван Пи и, вероятно, на Антони Класа де Греббера в студии Эйленбурга. В 1670 году в семье родился второй сын Абрахам; ещё один сын был крещён в 1673 году.
Когда старший брат Герарда вернулся из учебной поездки по Италии, он привез с собой книгу «Иконология» Чезаре Рипы. С 1676 по 1683 год Лересс писал картины для украшения для дворца Сустдейк. В тот период он в основном писал декорации для театра и делал рисунки к театральным работам Андриса Пельса и коллекционера произведений искусства Геррита Рейнста.
В 1684 году он переехал в Гаагу и проработал там год. В 1685 году выполнял декоративные росписи для дворца Хет Лоо. Произведения Лересса пользовались спросом в богатых домах Амстердама и Гааги. В 1688—1689 годах он украсил зал гражданского совета Хоф ван Холланд дворца Бинненхоф в Гааге, ныне известный как зал Лересса, семью картинами на сюжеты из истории Римской республики, все они демонстрируют точную историческую иконографию.

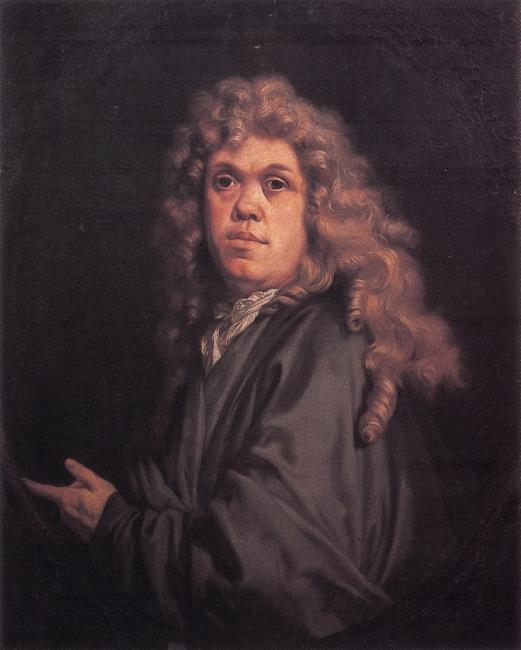
Автопортрет. Ок. 1670. Дерево, масло. Уффици, Флоренция

Герард де Лересс страдал наследственным сифилисом, был обезображен и к 1690 году совершенно ослеп. Седловидный нос, который подарила ему болезнь, хорошо виден на его портрете, написанном Рембрандтом около 1665 года, и на гравюре издания Иоахима фон Зандрарта «Немецкая академия зодчества, ваяния и живописи» (Teutsche Academie der Edlen Bau-, Bild- und Mahlerey-Künste, 1683).
Потеряв зрение, Лересс был вынужден бросить живопись и сосредоточился на чтении лекций два раза в неделю у себя дома в Spinhuissteeg. Он собрал вокруг себя множество заинтересованных людей, учеников и последователей, которым за определённую плату преподавал свои идеи. Один из его трёх сыновей — Йоханнес составлял записи и конспекты лекций. Много позднее они были опубликованы: «Основы рисования» (Grondlegginge ter teekkonst, 1701) и «Большая книга живописи» (Het groot schilderboeck), изданная в двух частях в Амстердаме 1707 году. Первая книга стала своеобразным манифестом голландского академизма. Вторая имела большое историографическое значение, получила широкую известность, несколько раз переиздавалась под разными названиями в 1710, 1712, 1714, 1716, 1740, 1836 годах. Книга была переведена на немецкий язык в 1728—1729, 1776 и 1784—1819 годах. Английский перевод появлялся в 1738, 1778 и 1817 годах; французский — в 1787 году. Поскольку книгой пользовались во многих ведущих художественных академиях её вручали в качестве награды лауреатам первых премий. Эта книга оказала большое влияние на искусство XVIII века.

## Герард де Лересс как теоретик искусства
«Большая книга живописи» состоит из тринадцати частей: первые пять книг последовательно посвящены технике, композиции, теории древнего и современного искусства, теории цвета и правилам использования света и тени. Затем писатель переходит к разным жанрам, начиная с пейзажа. Седьмая книга посвящена портретам. В восьмой обсуждается греческая и римская архитектура в связи с живописью, а остальные книги посвящены росписи потолков, скульптуре, натюрмортам и цветочным натюрмортам. Тринадцатая и последняя глава посвящена искусству гравюры. В этом труде Лересс выразил своё неодобрение натурализму, используемому голландскими художниками «Золотого века», такими как Рембрандт, Адриан Брауэр, Адриан ван Остаде и Франс Халс, потому что они изображали повседневные сцены и обычных людей, таких как солдаты, фермеры, горничные и даже нищие. По убеждению Герарда де Лересса в живописи необходимо изображать только возвышенные библейские, мифологические и исторические сцены в духе Карела ван Мандера, который считал сложную историческую аллегорию высшим из жанров искусства.
Лересс различал две манеры живописи: «хорошую» и «плохую», каждая из которых исходит из подражания действительности. Правильный выбор — искать красоту и изящество и выбирать наиболее совершенные проявления природы, а не копировать всё подряд. Этот метод позволит создать искусство, оказывающее сильное воздействие на сознание зрителя. Оно основано на знании, понимании, силе суждения и природных дарах.
Лересс был дисциплинированным интеллектуалом, вдохновленным идеей о том, что только правильная теория может создать хорошее искусство. Для него теория означала строгое следование правилам. Конечной целью изобразительного искусства было совершенствование человечества, и поэтому искусство должно быть прежде всего высоким и поучительным. Он установил иерархию социального статуса, предметов и самой красоты. Художник, по его словам, должен научиться изяществу, смешиваясь с социальной и интеллектуальной элитой, должен позволить своему предмету учить высшим моральным принципам и должен стремиться к идеальной красоте. Он должен внимательно следовать природе, но не обращать внимания на её несовершенства.
Лересс писал также о месте картин на стенах. Например, он призывал располагать картины на такой высоте, чтобы их горизонт находился на уровне глаз. Портреты он призывал помещать высоко, что создаёт точку обзора снизу вверх. Он осознавал проблемы, связанные с просмотром картин на значительном расстоянии, и декларировал связь между расположением, масштабом и стилем отдельных картин. Он отмечал «что произведение размером в десять футов с фигурами в натуральную величину следует рассматривать на расстоянии десяти футов, а произведение меньшего размера высотой в пять футов с фигурами в натуральную величину и в половину длины должно находиться на расстоянии пяти футов».

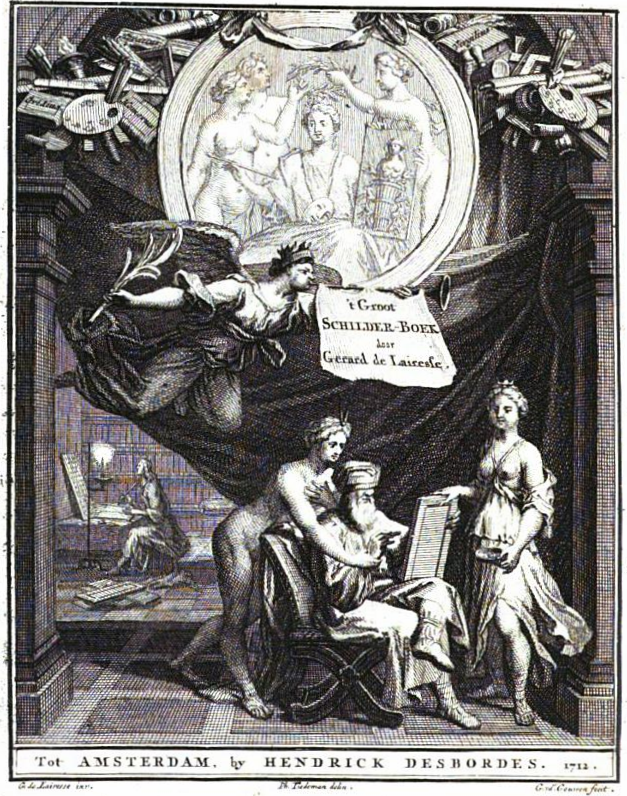
Титульный лист издания «Большая книга живописи». 1712. Офорт по рисунку Г. де Лересса
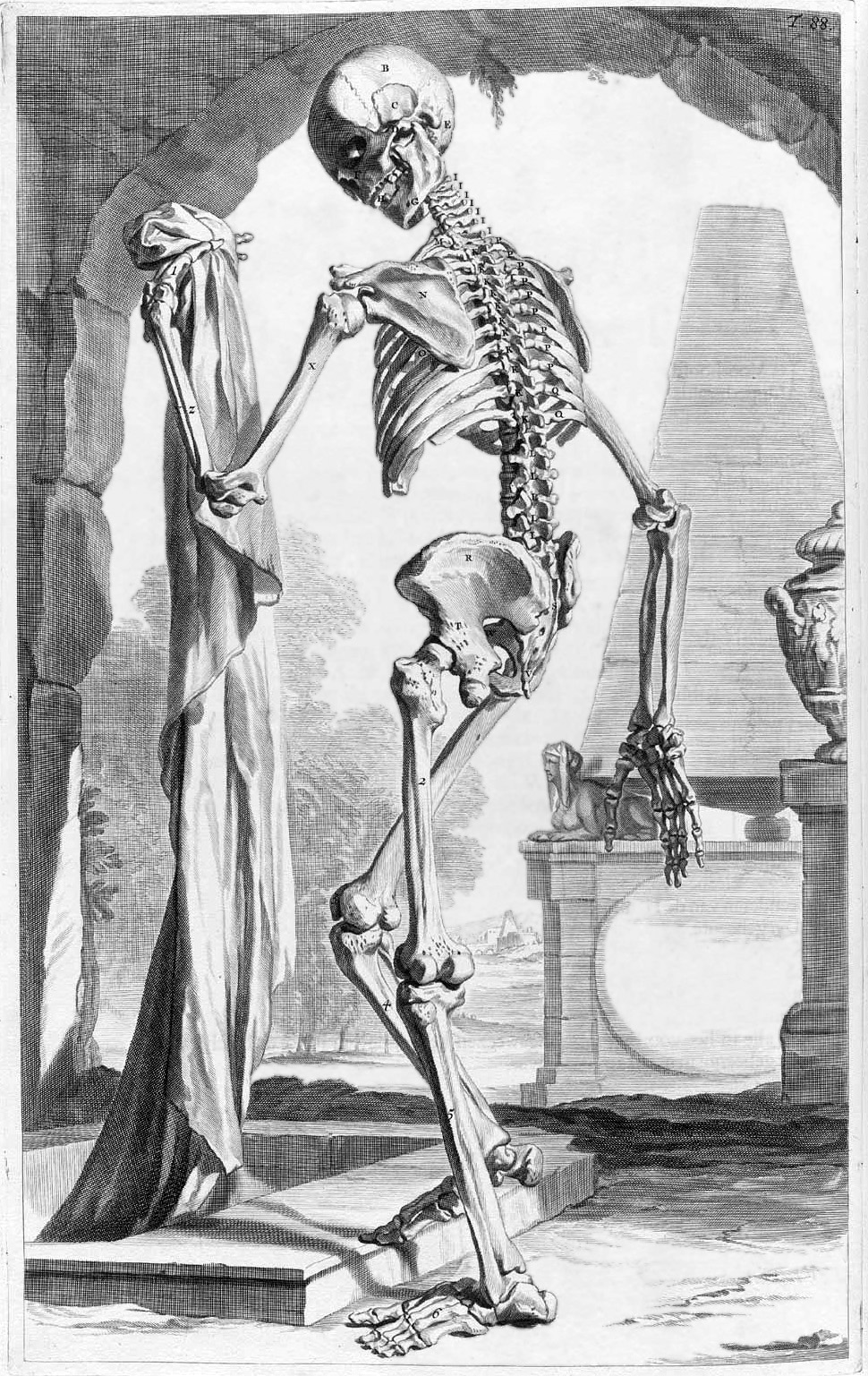
Иллюстрации книги Говарда Бидлоо «Анатомия человеческого тела». 1685. Амстердам. Офорт по рисунку Г. де Лересса
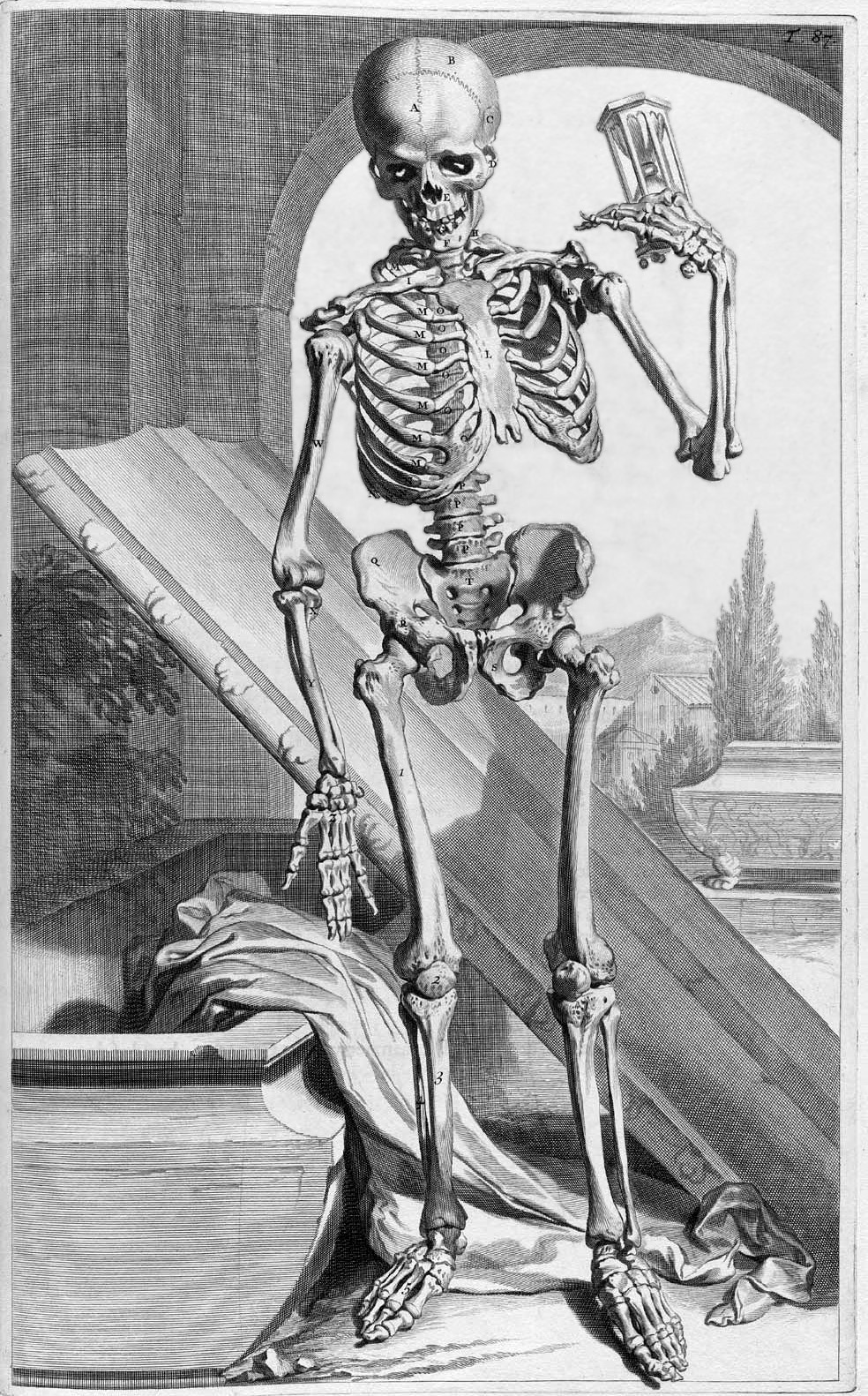
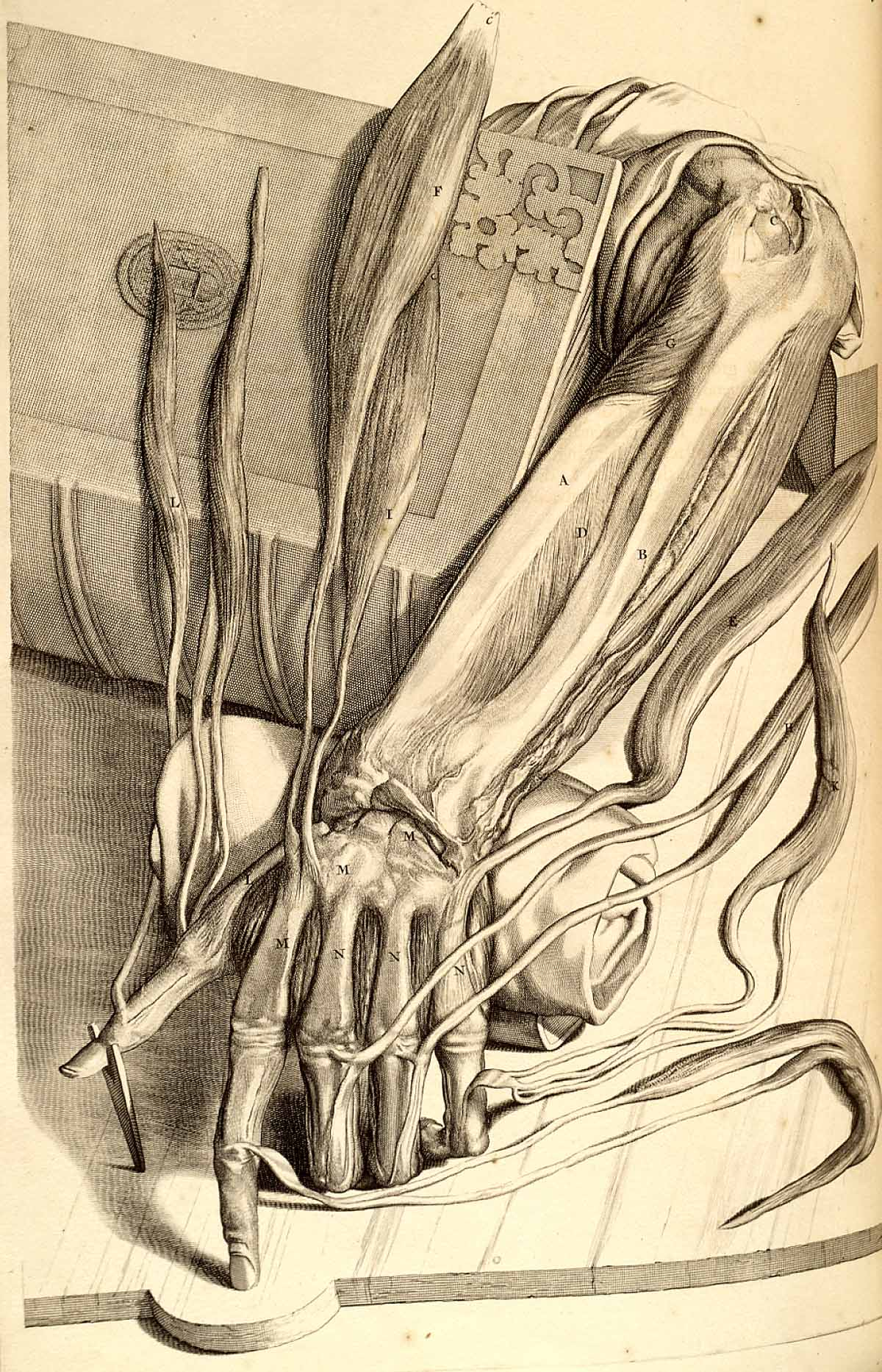
Рассечение руки. Иллюстрация книги Говарда Бидлоо. Офорт по рисунку Г. де Лересса. 1685
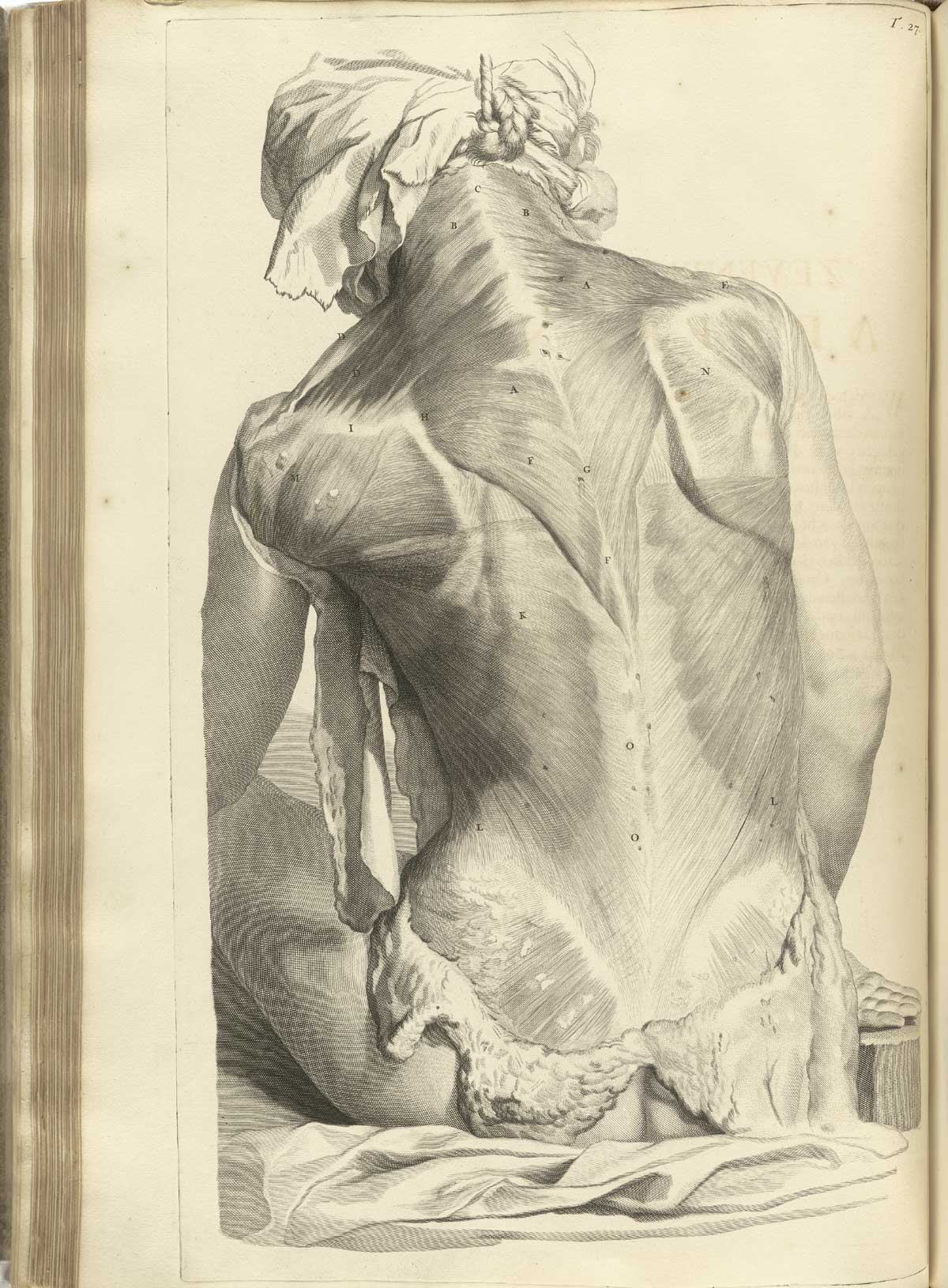
Анатомия спины
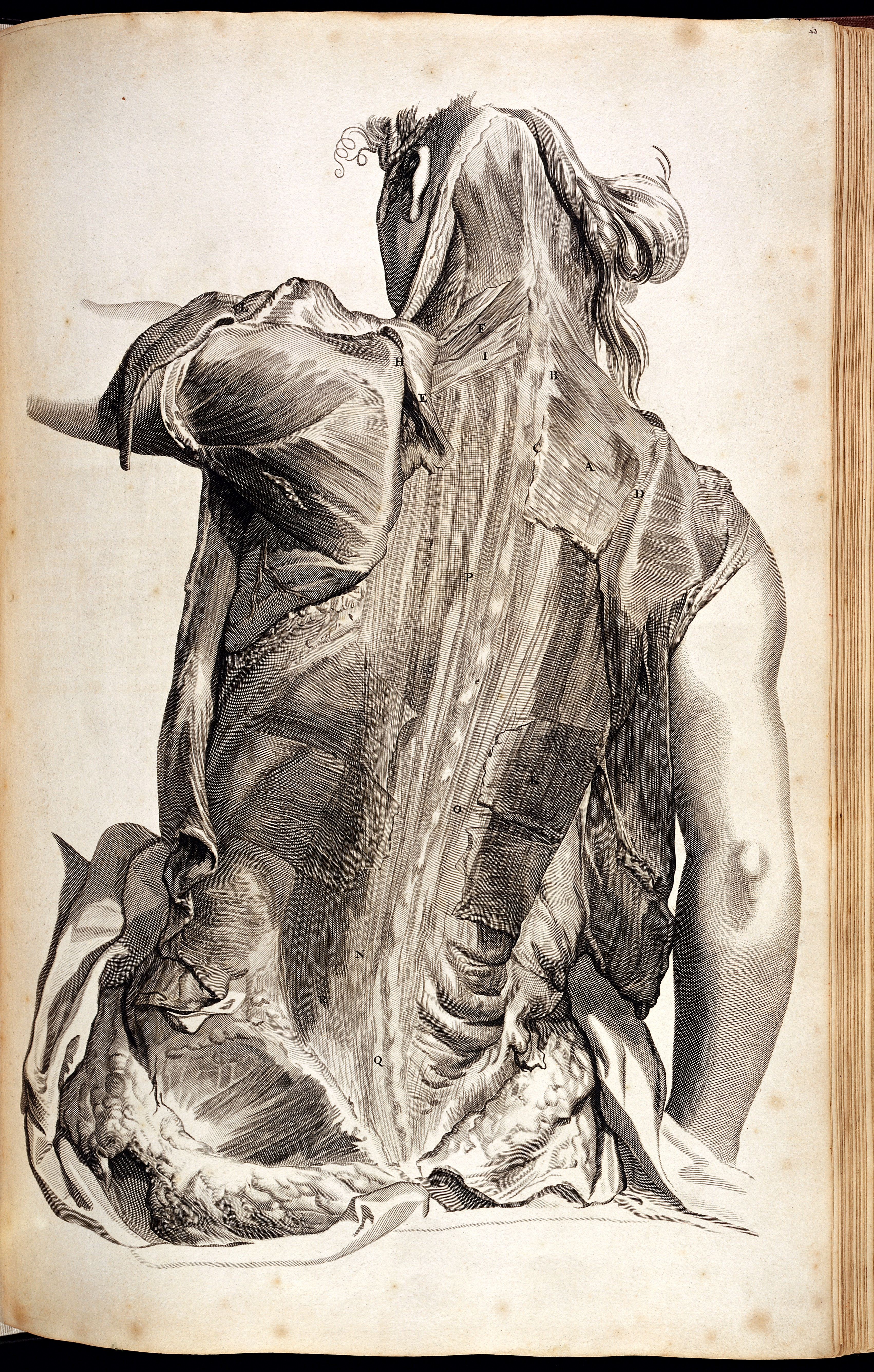
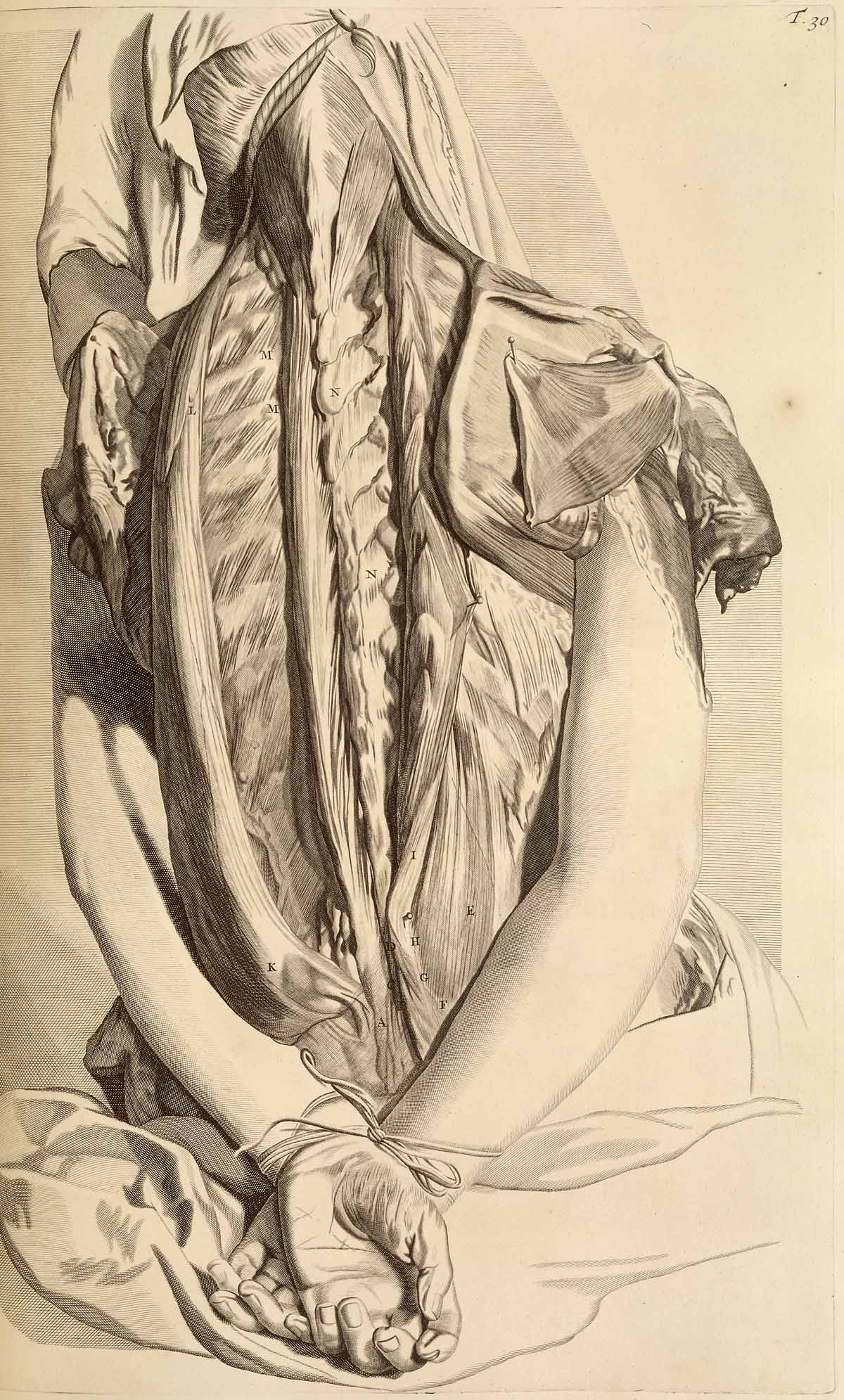
Рассечение спины

## Художественное творчество
В ранний период творчества Лересс находился под влиянием Рембрандта, но позднее он испытал воздействие французского классицизма, в частности творчества Никола Пуссена. Французы даже прозвали его «голландским Пуссеном», хотя на него повлияли также Пьер Миньяр и Шарль Альфонс Дю Френуа.
В Амстердаме во второй половине XVII века набожная строгость протестантских голландцев эпохи Рембрандта уступила место необузданному богатству, даже декадансу, и классический французский стиль Лересса, или барокко, идеально соответствовали эпохе. Это сделало его едва ли не самым популярным художником Амстердама того времени. Поэтому Лересса часто нанимали для украшения интерьеров правительственных зданий и дворцов богатых амстердамских торговцев роскошными гризайлями, росписями плафонов в стиле тромплёй и настенными росписями. Некоторые из этих картин существуют до настоящего времени в зданиях, где они были написаны.
На Лересса оказали влияние Чезаре Рипа и французские художники-акадeмисты, такие как Шарль Лебрен, Симон Вуэ, а также такие авторы, как Пьер Корнель и Жан Расин. Его значение особенно возросло в «период после смерти Рембрандта». Так Герард де Лересс «способствовал проникновению тенденций академизма в голландскую живопись».
Из учеников Лересса наиболее известен Ян ван Мирис. Среди других были Симон ван дер Дус, братья Теодор и Кшиштоф Лубенецкие. По сведениям А. Хоубракена, одним из его лучших учеников был Ян Хоогсаат. По данным Нидерландского института истории искусств (RKD), среди его учеников также были Якоб ван дер Дус (Младший), Гиллиам ван дер Гаувен, Луи Фабрициус Дюбур, Теодор Любеницки, Бонавентура ван Овербек, Ян Ванделар.
Картины Лересса представлены в музеях Амстердама, Парижа, Нью-Йорка, Вашингтона, Сан-Франциско, Чикаго, Лондона, Лейпцига, Санкт-Петербурга. Его именем названа улица в Амстердаме. В санкт-петербургском Эрмитаже имеется пять картин Герарда де Лересса. Сохранился также гравированный портрет Лересса работы итальянского художника Карло Грегори.
Зимой 2016—2017 года в Рейксмюсеуме Твенте в Энсхеде прошла ретроспективная выставка работ художника. Была проведена международная конференция «De Lairesse».

## Галерея

Сидящая матрона с двумя львами. Бумага, сангина. Частное собрание
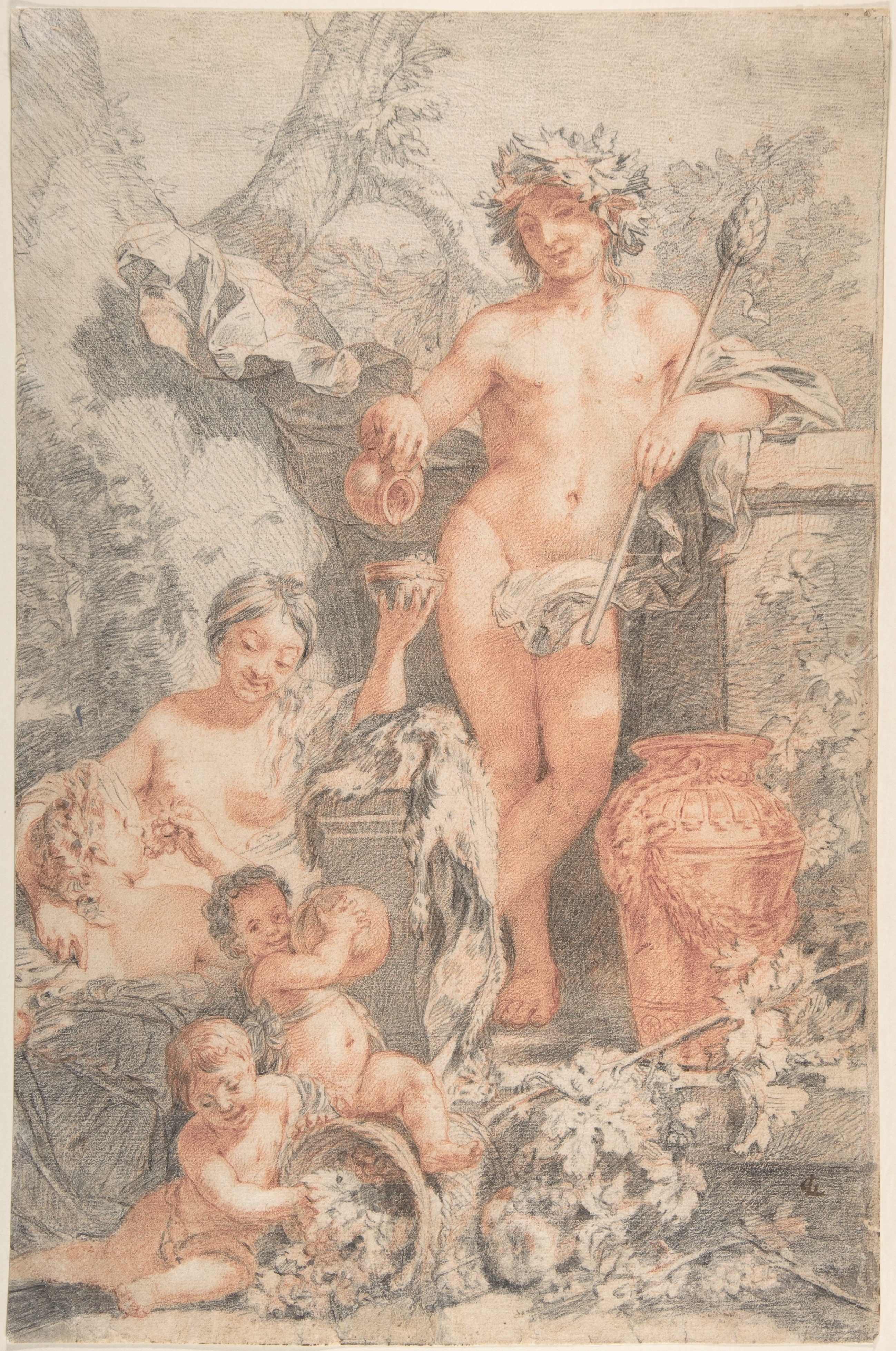
Aркадская сцена с Бахусом. Бумага, итальянский карандаш, сангина. Метрополитен-музей, Нью-Йорк
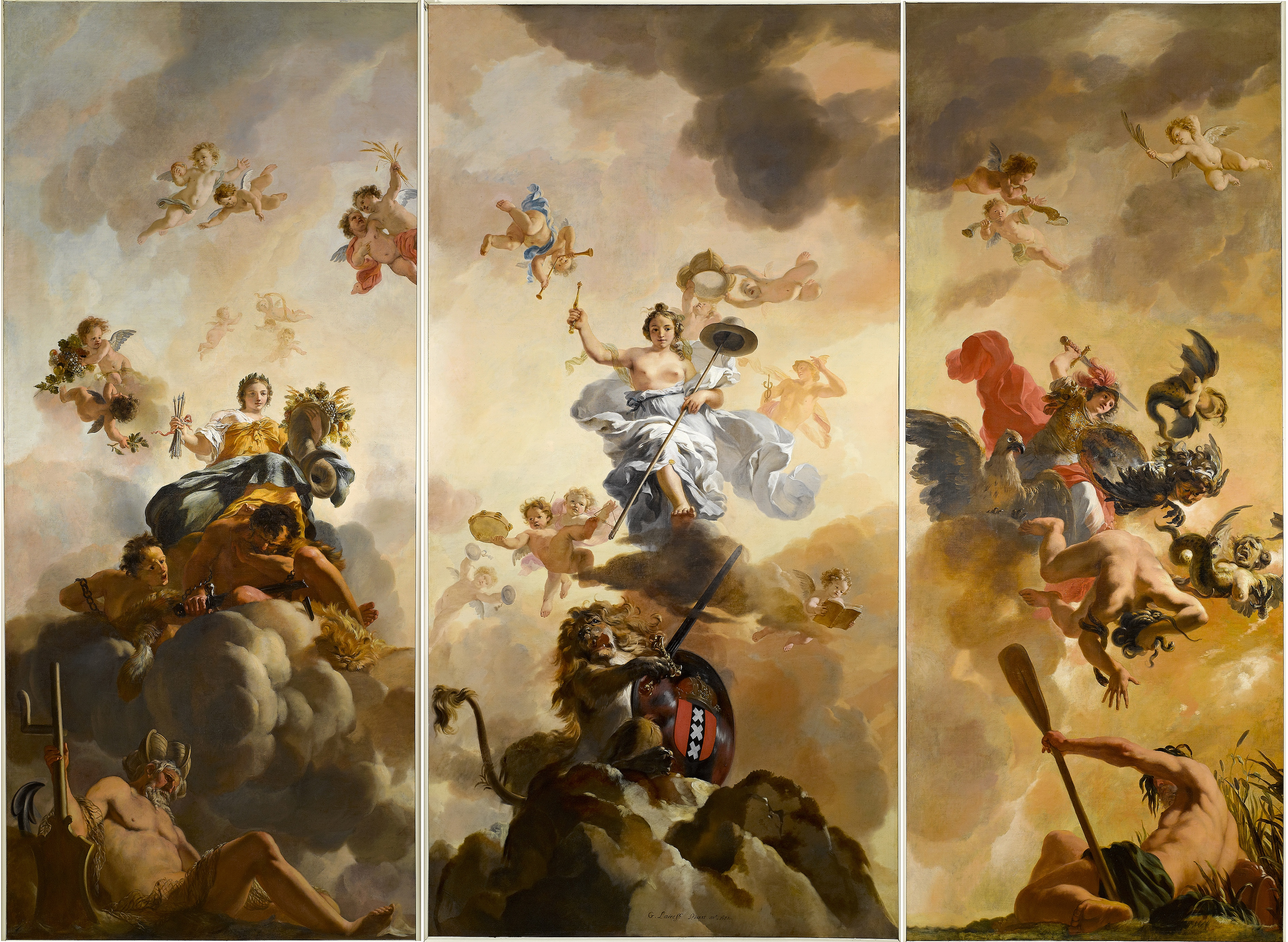
Триумф мира (слева направо: Единство, Свобода, Безопасность. Роспись плафона Ратуши в Амстердаме. 1671—1672. Ныне: Дворец мира, Гаага
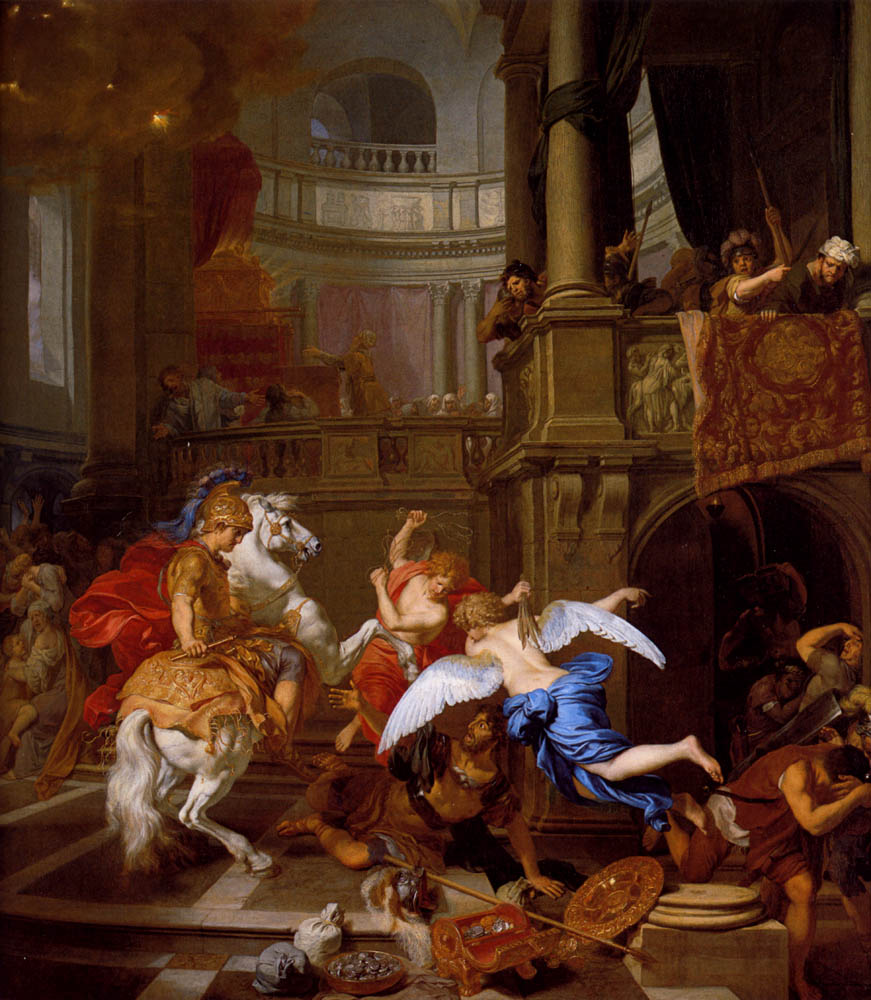
Изгнание Илиодора из храма. 1674. Холст, масло. Частное собрание
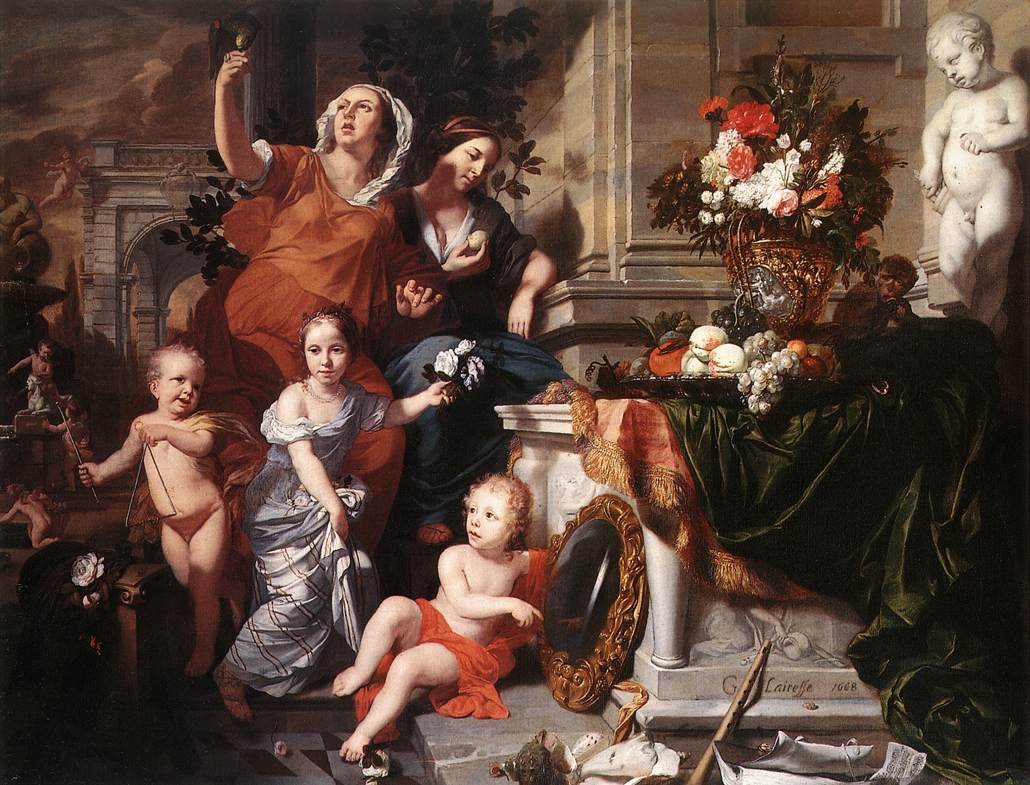
Аллегория пяти чувств. 1668. Холст, масло. Художественная галерея Келвингроув, Глазго
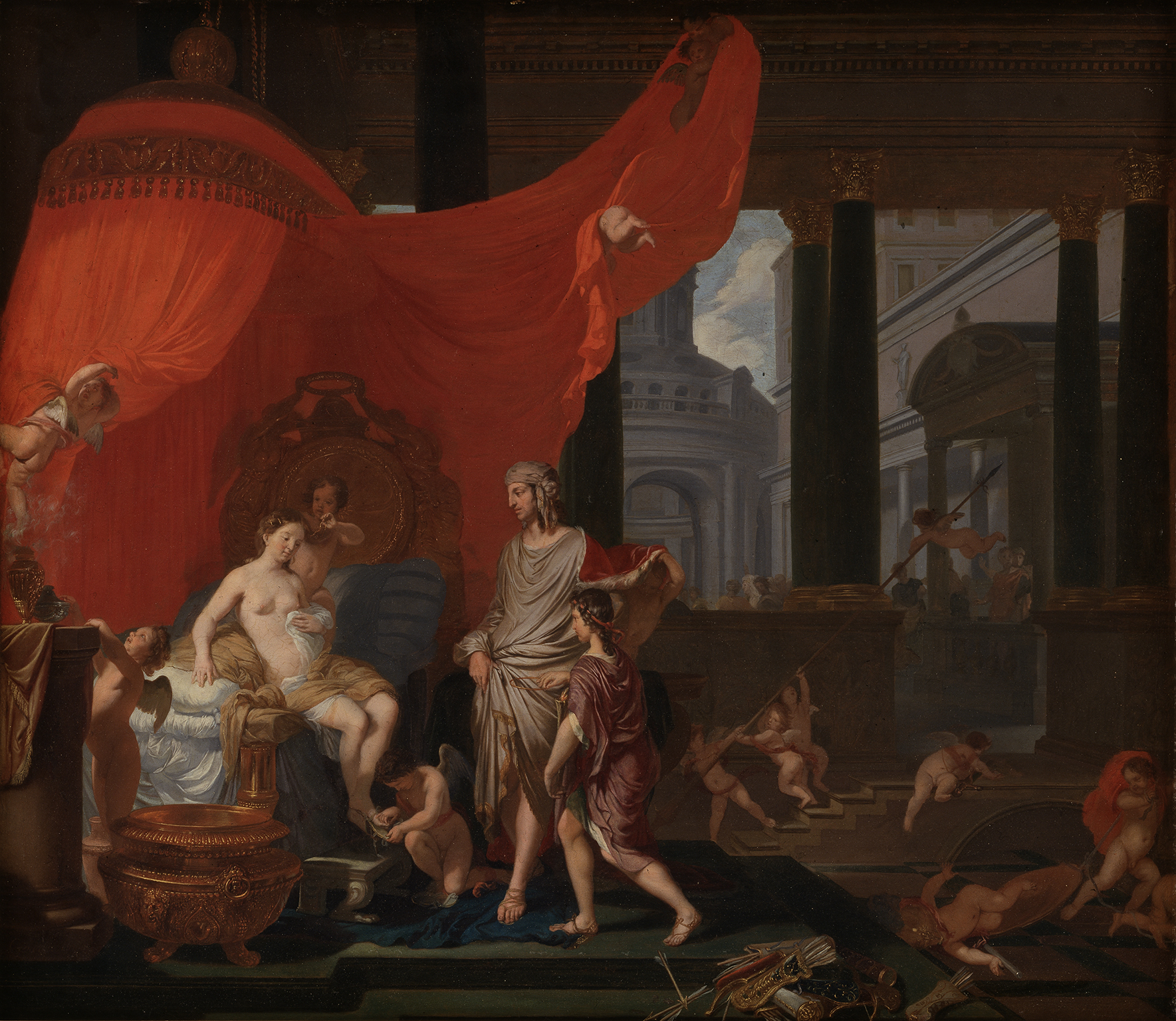
Свадьба Александра Великого. 1664. Холст, масло. Государственный музей искусств, Копенгаген
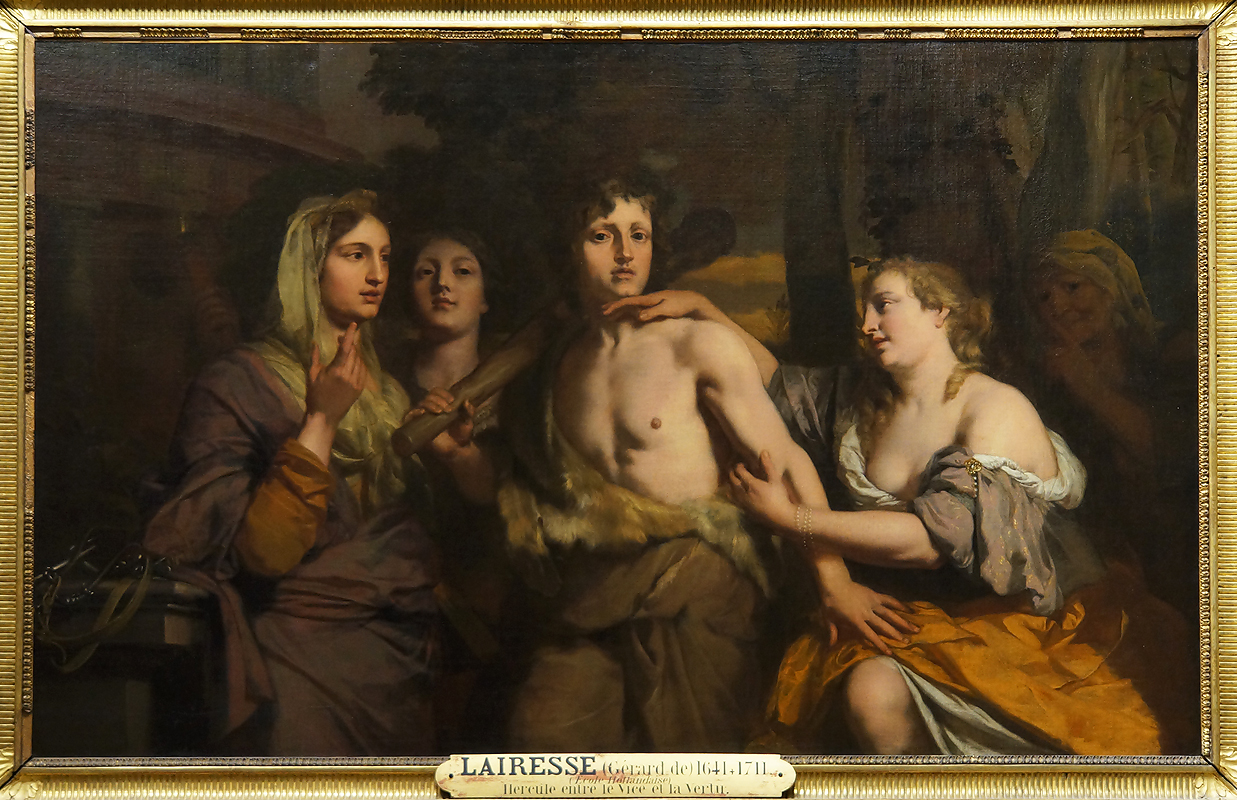
Геркулес между пороком и добродетелью. Холст, масло. Лувр, Париж
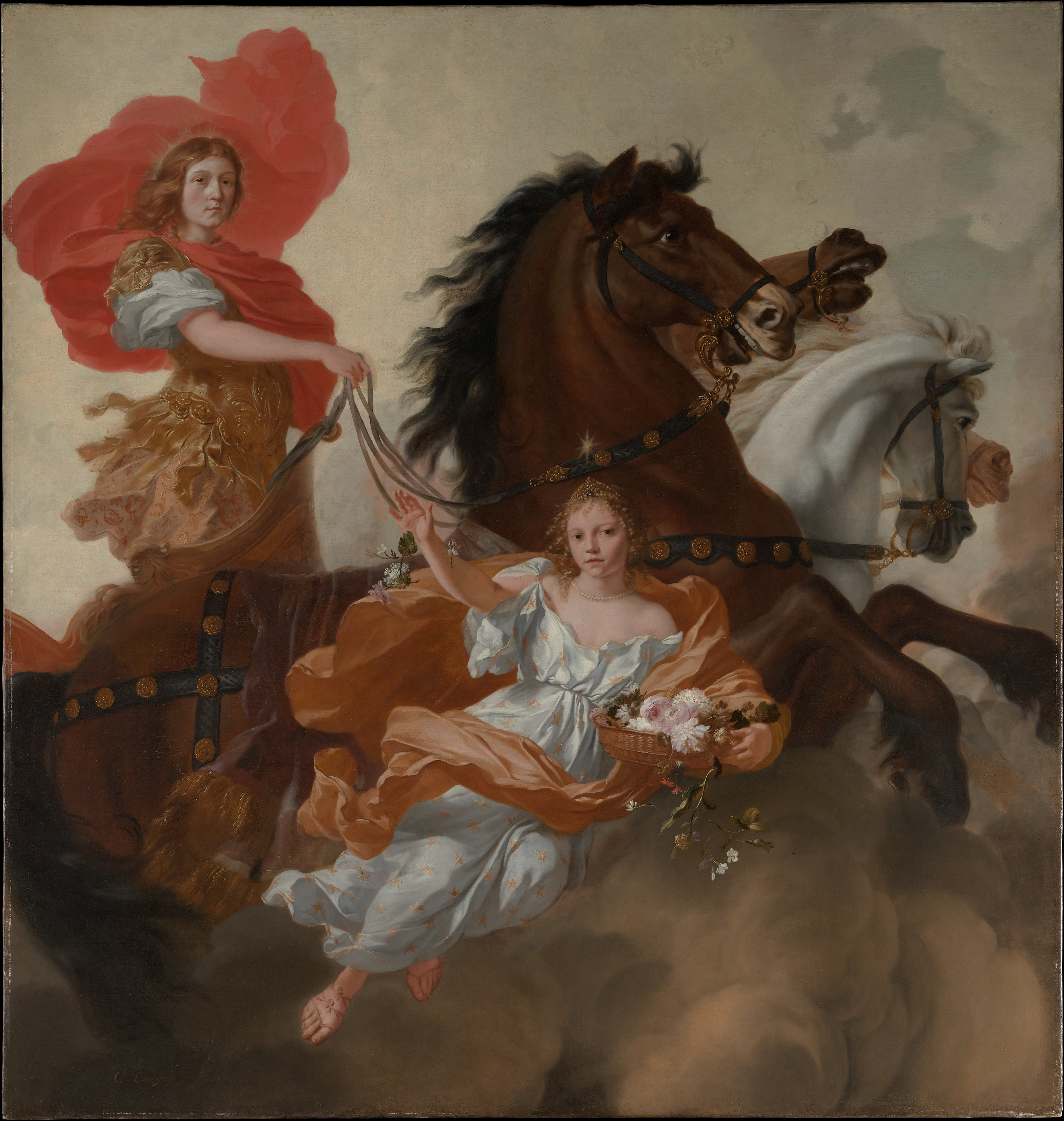
Аполлон и Аврора. 1671. Холст, масло. Метрополитен-музей, Нью-Йорк
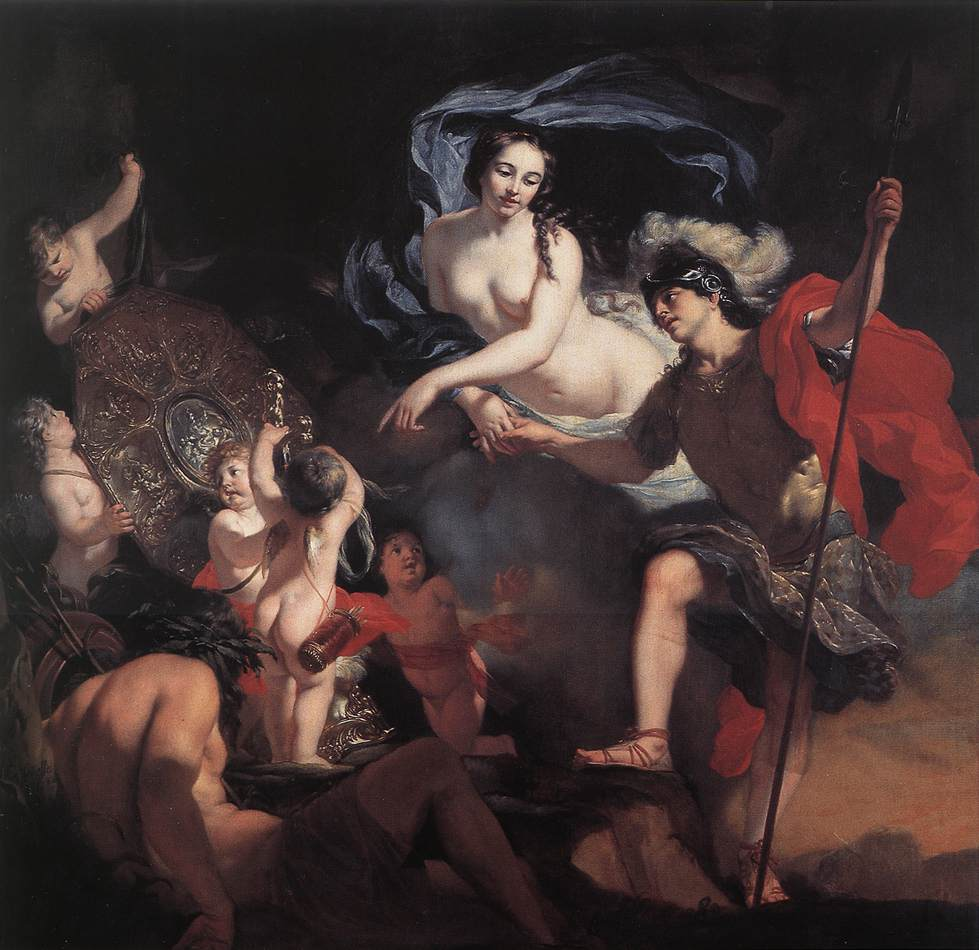
Венера вручает оружие Энею. Холст, масло. Музей Майера ван ден Берга, Антверпен